# La sua figura
La sua figura è un docufilm diretto da Franco Battiato, uscito il 16 novembre 2007, prodotto da Maria Antonietta Sisini, con Giuni Russo, Franco Battiato, Alice, Lene Lovich, The Mab, Marinella Venegoni, Madre Emanuela della Madre di Dio e Piera Degli Esposti.

## Trama
Per tracciare un ritratto artistico e umano di Giuni Russo,  vengono utilizzati filmati d'archivio che vanno dagli esordi alle ultime apparizioni televisive. Russo viene intervistata da Paolo Piccioli, nell'aprile 2001 e nel settembre 2002. È presente anche una interpretazione dal vivo del brano L'addio, eseguito in una trasmissione degli anni ottanta, alla presenza di Leonardo Sciascia. Partecipano Alice, Lene Lovich, The Mab e l'attrice Piera Degli Esposti.

## Produzione
Maria Antonietta Sisini, compagna artistica e di vita di Giuni Russo, insieme a Franco Battiato, amico di Giuni, collaborano alla stesura del documentario. Il booklet interno è a cura di Antonio Mocciola.

## Tracce
- Se fossi più simpatica sarei meno antipatica - videoclip 1994
- Mediterranea - Live "Mediterranea Tour" 1984, Auditorium Milano 2001 e Corte Malatestiana Fano 1999
- Un'estate al mare - video 1982, 1984 e 2001
- No amore - Festival di Sanremo 1968
- Crisi metropolitana - video 1981
- Una vipera sarò - video 1981
- L'addio - trasmissione Tv "Blitz" 1983
- Voce recitante di Piera Degli Esposti dal monologo "Mediterranea Passione" (scritto da Antonio Mocciola)- Torino TGLFF Festival 2007: Tributo a Giuni Russo
- La Sua Figura - Live Auditorium Milano 2001, Corte Malatestiana Fano 1999, trasmissione Tv "Testarda Io" 2002 e Teatro Zancanaro Sacile 2003
- Il Carmelo di Echt - Live Auditorium Milano 2001
- Madre Emanuela della Madre di Dio (Carmelitana Scalza) - intervista
- Good Good Bye - Live "Mediterranea Tour" 1984
- La Sposa - Live Auditorium Milano 2001, The Mab (girls rockband in London) Torino TGLFF Festival 2007: Tributo a Giuni Russo
- 'A cchiù bella - Immagini dal film "Napoli che canta" di R. Leone Roberti (1926), Live Teatro Zancanaro Sacile 2003, Alice Torino TGLFF Festival 2007: Tributo a Giuni Russo
- Moro perché non moro - Live Lene Lovich Torino TGLFF Festival 2007: Tributo a Giuni Russo
- Malinconia (Ninfa gentile) - Live Palazzo Reale Milano 1991, Auditorium Milano 2001, Corte Malatestiana Fano 1999
- Morirò d'amore - trasmissione Tv 2003
- Fumo negli occhi (smoke in your eyes) - cantata da Giusy Romeo 1969, tratta da "The Complete Giuni" Radiofandango 2007